# 日野橋

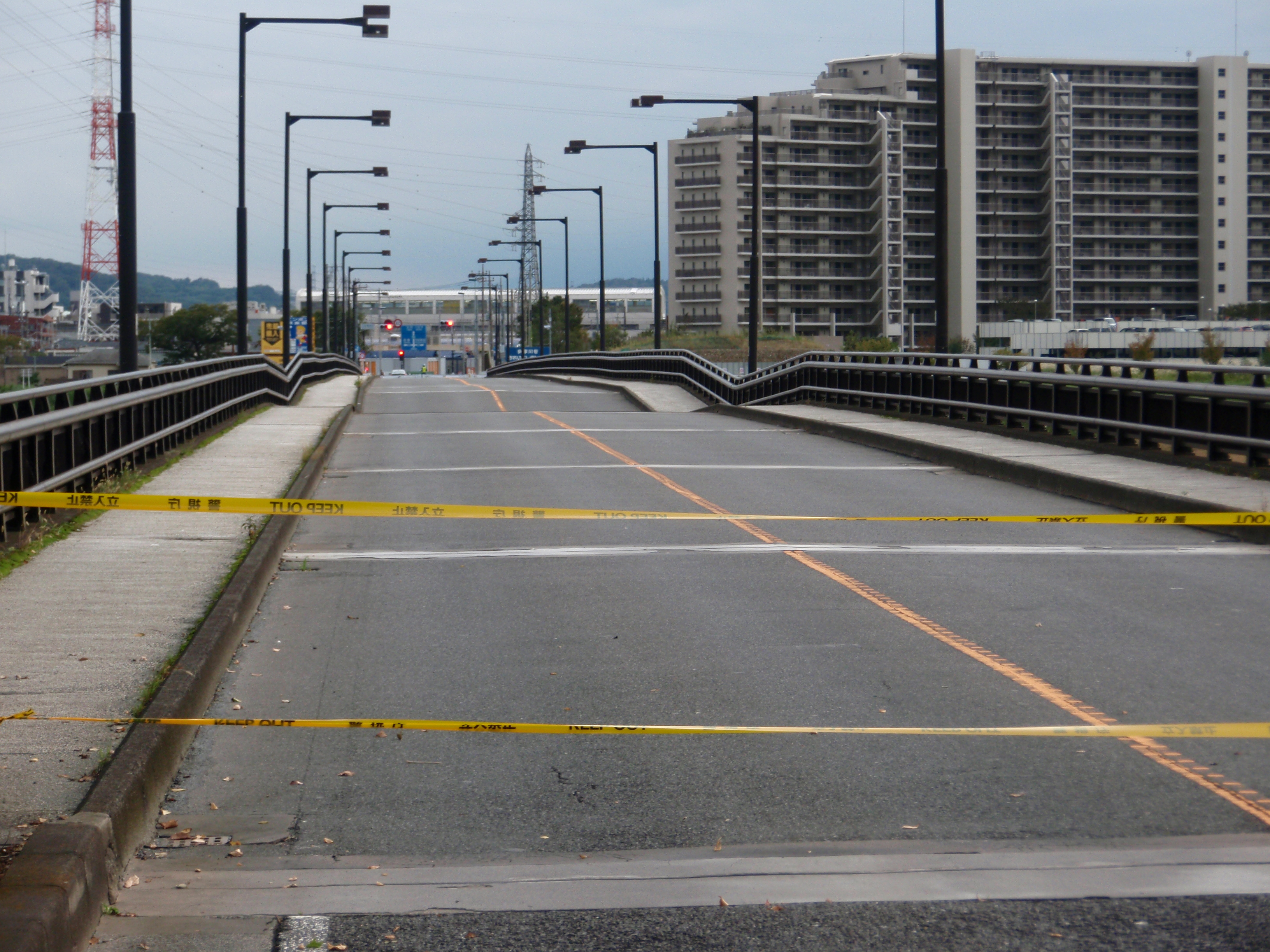
令和元年東日本台風（台風19号）に伴う多摩川の増水を受け陥没した路面、立川市側より

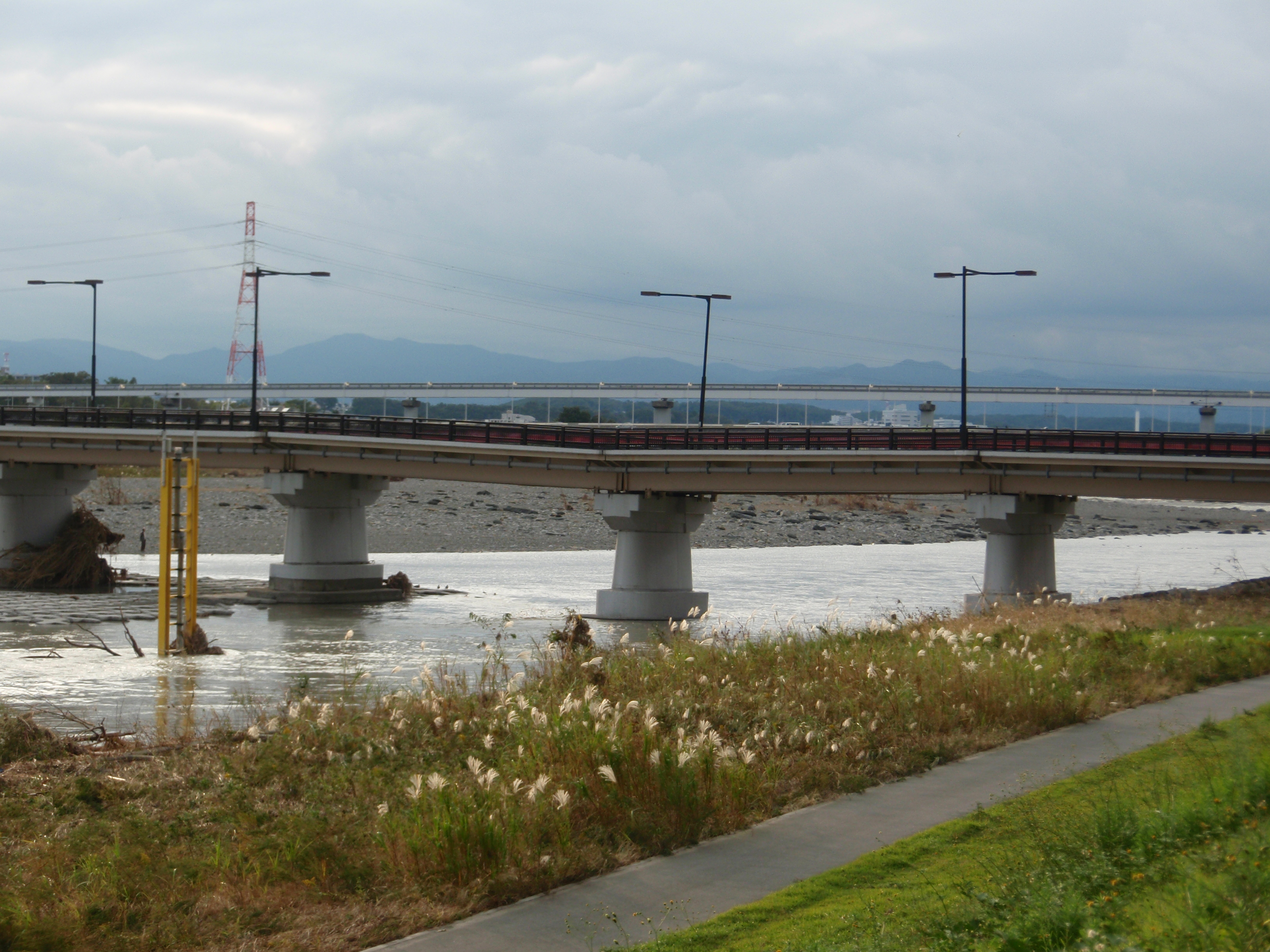
路面の陥没部分の側面（左岸〈立川市側〉下流より撮影）

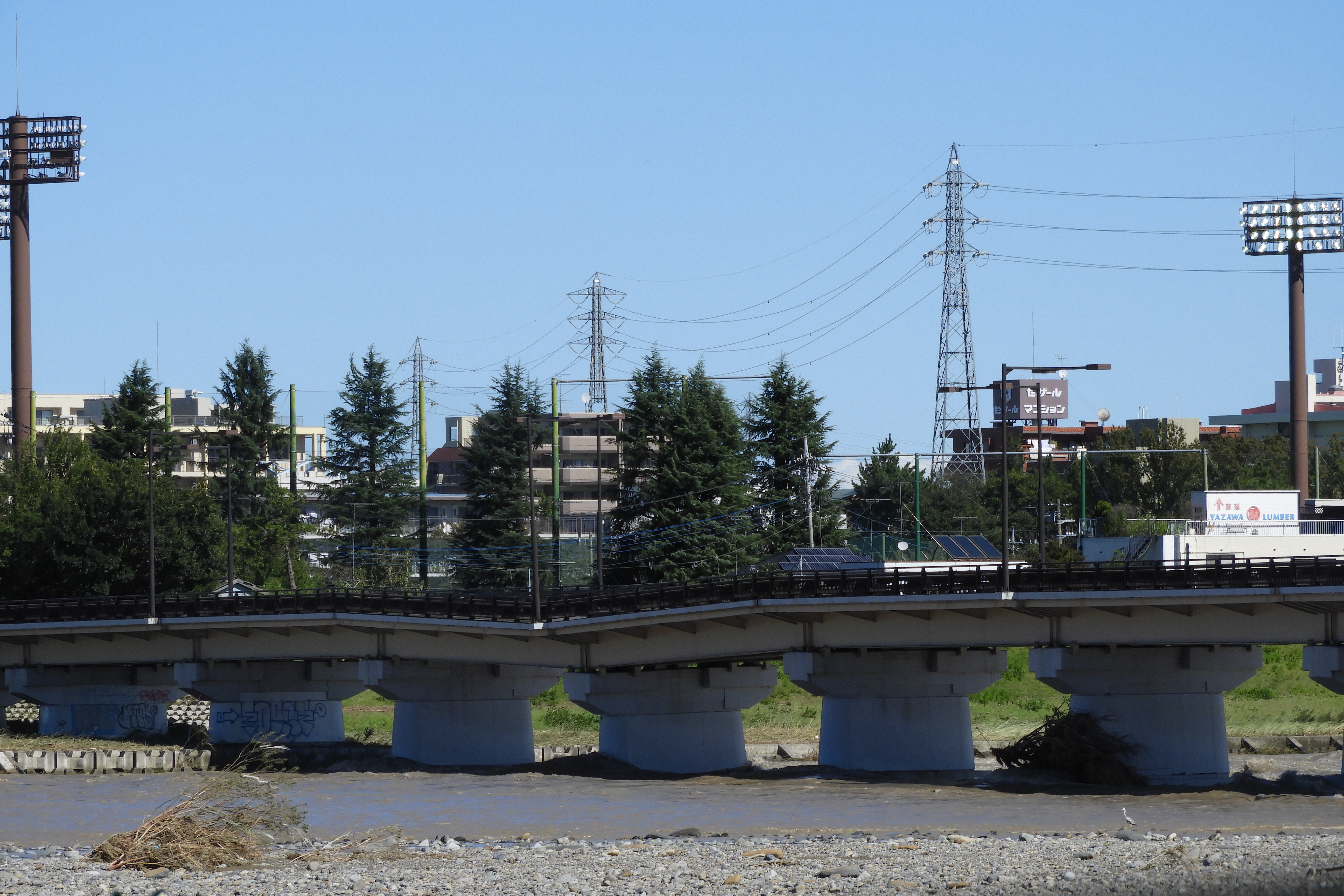
路面の陥没部分の側面（別角度、右岸〈日野市側〉上流より）

日野橋（ひのばし）は、多摩川に架かる道路橋の一つ。1926年（大正15年）に開通。日野の渡し（ひののわたし）についても本稿で記述。#日野の渡しを参照。

## 概要
- 道路の路線名
  - 東京都道256号八王子国立線（2007年3月31日までは国道20号）

※これ以下のデータは国土交通省京浜河川事務所のサイトより（ただし右岸地先名は誤記載のため訂正）
- 橋種 道路橋
- 位置
  - 左岸 39.8km +95m
  - 右岸 39.8km +107m
- 地先名
  - 左岸 立川市錦町六丁目
  - 右岸 日野市日野
- 構造
  - 橋長 367.260m
  - 幅員 10.500m
  - 桁構造形式 単純RC桁
- 竣工年月日 1926年（大正15年）8月

## 歴史

### 日野の渡し
江戸時代初期、五街道のひとつとして整備された甲州街道（当時は甲州海道）は、当初、府中分倍河原から多摩川の低地を通り、多摩川を万願寺（現日野市）で渡っていた。しかし、多摩川の氾濫で街道が分断されたことにより、街道は河岸段丘の上の現甲州街道に移された。それと共に、1684年（貞享元年）、それまでも多摩川の対岸、柴崎村（現立川市）への農耕作業などで使われていた日野の渡しが甲州街道の正式な渡しとして決められた。現在の立日橋（たっぴばし）の下流の位置にあたる。
渡しは有料で、人と馬の料金がそれぞれ定められていた。僧侶、武士、そして宿の人々は無料で利用ができた。その経営と管理は、日野宿が行い、渡船料は宿場の収入源ともなっていた。渡しは多摩川の冬期の渇水期には土橋が使われ、3月から10月までは船によって行われていた。江戸時代後期、1824年（文政7年）からは通年船による渡しに改められている。使用した船は歩行船（長さ6.4m、幅1.2m）1艘、馬船（長さ11.8m、幅2.7m）2艘があり、渡し賃は資料によると、延享年間（1744〜48）の一人3文から4文、文政7年（1824）には10文、天保5年（1834）には13文、慶応4年（1868）には30文となっていた。これは平水時の渡し賃で、増水時には割り増し料金があった。江戸時代が終わり明治になると、渡しの経営は宿場から町へ移され、毎年入札により決められた請負人が渡し船を運行し、定められた一定額を町に納入する方法となった。1889年（明治22年）甲武鉄道（現JR中央線）が開通すると渡しの通行量が減少し始め、さらに大正時代に入り自動車が輸入され、通行するようになると橋がないことが問題となった。「馬船2艘並べ、その上に横に長い板を敷き並べ、その上に自動車を乗せて対岸へ運んだ」と伝えられるような不便が生じてきたのある。

### 日野橋
- 1926年（大正15年）8月25日、日野橋は当初、国道8号（東京〜甲府線）が多摩川を渡る橋として開通[3]。建設当時の長さは約367m、幅7.3mで、建設費用は13万4274円（当時）だった[3]。また、これにより、日野の渡しは江戸時代初期から続く270年あまりの歴史に幕を閉じた[3]。
- 1964年（昭和39年）、東京オリンピック自転車競技が甲州街道を通過することとなり、さらに交通量の増加により歩道の必要が生じたことから、橋幅を7.3mを10.5mに広げる等の大規模な改修工事が昭和40年代にかけて行われた。
- 日野バイパスの開通に合わせ、2003年（平成15年）3月、日野橋下流の国立市谷保-日野市石田間に石田大橋が開通した。
- 2007年（平成19年）4月1日から日野バイパスが国道20号となり、日野バイパスに並行して走る甲州街道が国道20号から東京都道256号八王子国立線へ移管された。
- 2019年（令和元年）10月12日、令和元年東日本台風（台風19号）により道路が陥没し、通行止めとなる[4]。2019年（令和元年）11月末より復旧工事が行われ[5]、2020年（令和2年）5月12日に通行止めが解除された[6]。それに伴い、日野橋を経由するバスの運行も5月13日から再開された。[7]
- 2020年（令和2年）11月、日野橋架替事業の開始に伴い、仮橋工事開始。[8]
- 開通から99年目の2025年5月14日、午後3時、現日野橋から、新日野橋（仮橋）へ切り替え実施。
- 2032年（令和14年）日野橋架替事業が完了予定。

## 周辺
- 多摩川緑地運動公園（立川市）
- 多摩都市モノレール 甲州街道駅（こうしゅうかいどうえき）
- 日野宿本陣跡（日野市日野本町2丁目）
- 日野の渡し記念碑（立川市）

## 関連文献
- 斎藤長秋 編「巻之三 天璣之部 日野津」『江戸名所図会』 2巻、有朋堂書店〈有朋堂文庫〉、1927年、382頁。NDLJP:1174144/196。
- “ひのっ子日野宿発見 日野の渡し” (2011年1月18日). 2019年10月15日閲覧。
- “ひのっ子日野宿発見 日野橋開通” (2011年1月18日). 2021年1月17日閲覧。[リンク切れ]